# Football au Panama
Le football constitue l'un des sports les plus populaires du Panama, après le baseball. Géré par la Fédération du Panama de football, il comprend un championnat professionnel, avec la Liga Panameña de Fútbol, créée tardivement en 1988. Son niveau reste modeste et suscite peu d'attention, à la différence de l'équipe nationale. La violence y est particulièrement marquée avec une influence forte des gangs criminels, conduisant à des assassinats de joueurs de façon régulière, comme Amílcar Henríquez en 2017. 
Le football panaméen évolue au sein de la CONCACAF, tant pour les compétitions internationales de club que les compétitions de sélection. À ce titre, l'équipe du Panama de football participe régulièrement à la Gold Cup, atteignant à deux reprises la finale (2005 et 2013) et s'est qualifiée pour la Coupe du monde de football à une reprise, en 2018. Ce n'est qu'à partir des années 1970 que sa sélection participe aux phases qualificatives de la Coupe du monde, attestant de la lente gestation du football panaméen. La plupart des joueurs locaux évoluent au pays ou dans des championnats américains, avec quelques exceptions comme Julio Dely Valdés, qui a joué pour le Paris Saint-Germain dans les années 1990.